# Wallen
Pour les articles homonymes, voir Azzouz et Wallen (homonymie).
Nawell Azzouz, dite Wallen, née le 23 janvier 1978 à Saint-Denis, est une chanteuse de RnB et de hip-hop française. Son nom de scène est une anagramme de son prénom.
Elle a participé à des duos avec divers artistes, dont Sté Strausz, Abd al Malik, Shurik'n, Don Silver, Arsenik, Rocca, N'groove, Kayliah, Akhenaton, Dany Dan, l'Algérino, Ali, Rohff, Sniper, Mateo Falkone, Nessbeal et Mac Tyer.
Elle publie en 2001 son premier album solo intitulé À force de vivre, nommé aux Victoires de la musique dans la catégorie « album RnB de l’année »[réf. nécessaire]. Trois ans plus tard, elle publie son deuxième album, Avoir la vie devant soi, classé 12e des classements français pendant une semaine. Il est suivi d'un troisième album, intitulé Miséricorde, le 6 octobre 2008.

## Biographie

### Jeunesse et débuts
Nawell Azzouz est née le 23 janvier 1978 à Saint-Denis, en Seine-Saint-Denis, de parents marocains originaire de Berkane. Elle passe sa jeunesse à Bobigny. Sa sœur ainée l’inscrit à l'âge de huit ans au conservatoire où elle joue du violon « ma professeure de violon [est] une personne très importante dans ma vie. Je ne l’ai jamais quittée depuis mes 8 ans, et jusqu’à sa mort [en 2008]. Elle m’a donné une approche de la musique très spirituelle, en faisant l’analogie entre la musique, la manière d’interpréter un morceau et la prière adressée à Dieu. » avant de se consacrer au chant.
Elle écoute alors du funk que son frère lui fait découvrir, et ce n'est qu'à 18 ans qu'elle découvre le RnB grâce son beau-frère Antoine Soumano et a son futur producteur Sulee B Wax (anciens membres des Little et créateurs de la Mafia Underground). Ils lui fournissent One In a Million d'Aaliyah, qui l'inspirera tout au long de sa carrière. Elle décide d'être chanteuse en voyant Lauryn Hill dans Sister Act 2[réf. nécessaire]. Tout en poursuivant ses études de droit, elle devient choriste des NAP, mais aussi pour Tonton David[réf. nécessaire]. Son parcours artistique est marqué par la rencontre avec Abd al Malik, qui deviendra aussi son mari : « Avant tout, c’est la rencontre la plus importante dans ma vie de femme et d’artiste. Abd al Malik est mon premier public, ma première oreille critique. Nous vivons ensemble, donc nous nous conseillons naturellement l’un l’autre. » Elle se consacre alors entièrement à la musique.

### Vie privée
Wallen donne naissance en février 2001 à un garçon, Mohamed Hamza, et en août 2010 à un autre garçon[réf. nécessaire], nés de l'union avec son mari, Abd al Malik. Début 2014, la presse affirme qu'elle attendrait un troisième enfant, mais aucune communication officielle n'a lieu sur sa naissance. En juillet 2020 elle donne naissance à une fille.

### Deuxième album etMiséricorde
Un an après sa rencontre avec Sulee B Wax et son intégration à la Mafia Underground, Wallen pose sur différentes compilations avec notamment Je ne pleure pas, Sous mes pas ou encore La Quête du souffre. C'est grâce au duo avec Shurik'n (du groupe IAM) que Wallen se fait connaitre. Celle qui dit non est extrait de son premier album À force de vivre publié en septembre 2001. Le clip inspiré du film Matrix est réalisé au Canada par John Gabriel Biggs. En 2002, à la suite de ce premier opus, elle est nommée aux Victoires de la musique dans la catégorie « album RnB de l’année »[réf. nécessaire], qui est remporté par Matt Houston avec RnB de rue,. La même année, Wallen enregistre une version alternative de U Got It Bad d'Usher[réf. nécessaire].
En 2004, elle publie son deuxième album, Avoir la vie devant soi, avec Sulee B Wax pour la composition, les arrangements et la production. L'album qui connait un grand succès et est classé 12e des classements français pendant une semaine, s'inspire du quotidien et des origines de la chanteuse, avec un discours toujours engagé, mais au ton plus posé, plus mûr et réfléchi. Lors de son concert au Bataclan, elle invite Enrico Macias à chanter L'Olivier (21e des classements) avec elle. Cette chanson est le troisième single de cet album, après Bouge cette vie en collaboration avec Lord Kossity (clip réalisé par John Gabriel Biggs) et le titre Donna.
Son troisième album, Miséricorde, est publié le 6 octobre 2008. Au niveau des collaborations Wallen partage avec son époux, Abd al Malik, une chanson intitulée Ciao Pantin, et invite Micky Green sur la chanson Répare-moi, et le rappeur Matteo Falkone le temps d'un titre, Dites au désespoir. Elle confie : « Pour ce nouvel album, j’ai tout produit et composé toutes les musiques, hormis le titre Leur Arrogance. C’est une grande nouveauté artistique et une émancipation en tant qu’artiste et en tant que femme, car, dans le milieu du hip-hop français, tous les producteurs sont des hommes. » L'album atteint le top 25, et les classements français pendant six semaines,.
Le 9 février 2011, l'album Château rouge d'Abd al Malik, auquel elle participe, est couronné d'une Victoire de la musique. En 2014, elle collabore à la bande originale du film Qu'Allah bénisse la France dont est extrait le clip L'Amour fou.

## Discographie

### Collaborations
- 1996 : participation au single de tonton David sur le titre Vagabond où elle fait les chœurs
- 1997 : Wallen - Je ne pleure pas (sur la mixtape 24 Carats)
- 1997 : Sté Strausz feat. Wallen - Thelma et Louise (sur l'album Ma génération de Sté)
- 1998 : N.A.P feat. Wallen - Si loin si proche (sur l'album de N.A.P, La Fin du monde)
- 1999 : Wallen feat. Shurik'N - Celle qui a dit non (sur la mixtape Brise de conscience)
- 1999 : Wallen - Sous mes pas (sur la mixtape Indigo)
- 2000 : N.A.P Feat Wallen - Espérance et Métropolis (sur l'album de N.A.P, L'intérieur de nous)
- 2000 : Wallen fait aussi une participation sur le titre Galbi du chanteur ABDY, édité en single promo chez V2music
- 2001 : Shamlee feat. Wallen - Bad Boy (sur Kimberlite)
- 2001 : Nakk feat. Wallen & Les 10 - On s'reverra là-haut (sur la mixtape Original Bombattak)
- 2001 : Wallen - La quête du soufre (sur la mixtape Double Face 3)
- 2001 : Wallen - Hip Hop (sur la compilation Total R'N'B)
- 2001 : Wallen feat Rocca - Llama me
- 2002 : La lutte est en marche
- 2002 : Ophélie Winter feat. Wallen - Double vie (sur l'album Explicit Lyrics d'Ophélie Winter)
- 2003 : Wallen - S.M.S (sur la compilation Première Classe)
- 2003 : Wallen - Ya Mama (sur la mixtape Double Face 5)
- 2004 : Abd al Malik feat. Wallen - Pourquoi avoir peur ? et 3 roses jaunes (la vie au conditionnel) (sur l'album Le face à face des cœurs d'Abd Al Malik)
- 2004 : Rohff feat. Wallen - Charisme et apparences trompeuses (sur l'album La fierté des nôtres de Rohff)
- 2005 : Lino feat. Wallen - Le langage du cœur (sur l'album de Lino, Paradis Assassiné
- 2005 : Ali feat. Wallen et Keydj - Sang froid (sur l'album d'Ali, Chaos & Harmonie
- 2005 : Mac Tyer feat. Wallen - Auber c'est pas L.A. (sur la mixtape Patrimoine du ghetto)
- 2005 : Abd Al Malik feat. Wallen - Adam et Eve (sur l'album Gibraltar d'Abd Al Malik)
- 2008 : le collectif Beni Snassen (composé d'Abd al Malik et des N.A.P, de Bil'in, Mattéo Falkone, Hamcho et bien sûr Wallen) sort un album intitulé Spleen et Idéal
- 2008 : en partenariat avec la Fnac, le collectif enregistre le morceau Ô Capitaine, mon capitaine pour la lutte contre l'illettrisme.
- 2008 : Nessbeal feat. Wallen - La vie des pauvres (sur l'album de Nessbeal, Rois sans couronne)
- 2008 : Abd al Malik feat. Wallen - Paris mais, Raconte moi Madagh (sur l'album d'Abd al Malik Dante)
- 2008 : Rohff feat. Wallen - Si seul (sur l'album Le code de l'horreur de Rohff)
- 2010 : Jok'r feat. Wallen - Quartier (sur l'album de Jok-r)
- 2010 : Abd Al Malik feat. Wallen - Mon amour, Miss America, SyndiSKAlistes, Rock the Planet (sur l'album Château rouge)
- 2015 : Abd Al Malik feat. Wallen - tout de noir vetu - Redskin

## Filmographie

### Télévision
- 2024 : 9.3 BB (auteure) avec Abd al Malik[10]